# Nuoto ai campionati mondiali di nuoto 2024 - 50 metri farfalla maschili
La gara di nuoto dei 50 farfalla farfalla maschili dei campionati mondiali di nuoto 2024 è stata disputata l'11 e il 12 febbraio 2024 presso l'Aspire Dome di Doha. Vi hanno preso parte 67 atleti provenienti da 65 nazioni.
La competizione è stata vinta dal nuotatore portoghese Diogo Ribeiro, mentre l'argento e il bronzo sono andati rispettivamente allo statunitense Michael Andrew e alla australiano Cameron McEvoy

## Podio
| Posizione | Atleta         | Nazionalità |
| --------- | -------------- | ----------- |
| Oro       | Diogo Ribeiro  | Portogallo  |
| Argento   | Michael Andrew | Stati Uniti |
| Bronzo    | Cameron McEvoy | Australia   |

## Programma
| Data             | Ora (UTC+3) | Turno      |
| ---------------- | ----------- | ---------- |
| 11 febbraio 2024 | 10:31       | Batterie   |
| 11 febbraio 2024 | 19:23       | Semifinali |
| 12 febbraio 2024 | 19:46       | Finale     |

## Record
Prima della competizione il record del mondo e il record dei campionati erano i seguenti:
| Record mondiale       | 22"27 | Andriy Govorov Ucraina     | 1 luglio 2018 Roma, Italia            |
| Record dei campionati | 22"35 | Caeleb Dressel Stati Uniti | 22 luglio 2019 Gwangju, Corea del Sud |

## Risultati

### Batterie
| Pos. | Batteria | Corsia | Atleta                  | Nazionalità       | Tempo | Note |
| ---- | -------- | ------ | ----------------------- | ----------------- | ----- | ---- |
| 1    | 5        | 3      | Nyls Korstanje          | Paesi Bassi       | 23"02 | Q    |
| 2    | 6        | 4      | Michael Andrew          | Stati Uniti       | 23"03 | Q    |
| 3    | 7        | 6      | Isaac Cooper            | Australia         | 23"15 | Q    |
| 4    | 5        | 4      | Dylan Carter            | Trinidad e Tobago | 23"16 | Q    |
| 5    | 7        | 4      | Diogo Ribeiro           | Portogallo        | 23"18 | Q    |
| 5    | 7        | 7      | Nicholas Lia            | Norvegia          | 23"18 | Q,   |
| 7    | 5        | 5      | Cameron McEvoy          | Australia         | 23"19 | Q    |
| 8    | 5        | 6      | Baek In-chul            | Corea del Sud     | 23"34 | Q    |
| 9    | 7        | 5      | Szebasztián Szabó       | Ungheria          | 23"35 | Q    |
| 10   | 6        | 1      | Shaine Casas            | Stati Uniti       | 23"37 | Q    |
| 10   | 6        | 3      | Mario Molla Yanes       | Spagna            | 23"37 | Q    |
| 12   | 6        | 9      | Nikola Miljenić         | Croazia           | 23"41 | Q    |
| 13   | 4        | 5      | Chad le Clos            | Sudafrica         | 23"47 | Q    |
| 14   | 7        | 8      | Daniel Gracík           | Rep. Ceca         | 23"51 | Q    |
| 15   | 4        | 2      | Finlay Knox             | Canada            | 23"52 | Q    |
| 16   | 6        | 5      | Simon Bucher            | Austria           | 23"53 | QSO  |
| 16   | 7        | 2      | Teong Tzen Wei          | Singapore         | 23"53 | QSO  |
| 16   | 7        | 3      | Stergios Bilas          | Grecia            | 23"53 | QSO  |
| 19   | 5        | 7      | Eldor Usmonov           | Uzbekistan        | 23"54 |      |
| 20   | 6        | 6      | Cameron Gray            | Nuova Zelanda     | 23"62 |      |
| 21   | 6        | 2      | Josif Miladinov         | Bulgaria          | 23"63 |      |
| 21   | 6        | 7      | Andrii Hovorov          | Ucraina           | 23"63 |      |
| 23   | 5        | 8      | Tibor Tistan            | Slovacchia        | 23"65 |      |
| 24   | 5        | 2      | Jakub Majerski          | Polonia           | 23"68 |      |
| 25   | 6        | 8      | Julien Henx             | Lussemburgo       | 23"77 |      |
| 26   | 7        | 0      | Shane Ryan              | Irlanda           | 23"83 |      |
| 27   | 5        | 0      | Jorge Otaiza            | Venezuela         | 23"87 |      |
| 28   | 5        | 1      | Federico Burdisso       | Italia            | 23"92 |      |
| 29   | 4        | 0      | Đorđe Matić             | Serbia            | 23"97 |      |
| 30   | 6        | 0      | Jarod Hatch             | Filippine         | 24"13 |      |
| 31   | 5        | 9      | Shinri Shioura          | Giappone          | 24"16 |      |
| 32   | 4        | 8      | Miloš Milenković        | Montenegro        | 24"17 |      |
| 33   | 4        | 4      | Nguyễn Hoàng Khang      | Vietnam           | 24"20 |      |
| 34   | 4        | 3      | Maxim Skazobtsov        | Kazakistan        | 24"23 |      |
| 35   | 4        | 9      | Mehrshad Afghari        | Iran              | 24"25 |      |
| 36   | 4        | 7      | Abeiku Jackson          | Ghana             | 24"29 |      |
| 37   | 4        | 6      | Jaouad Syoud            | Algeria           | 24"32 |      |
| 38   | 3        | 3      | Jesse Ssengonzi         | Uganda            | 24"41 |      |
| 39   | 3        | 4      | Mohamed Mahmoud         | Qatar             | 24"62 |      |
| 40   | 7        | 9      | Lamar Taylor            | Bahrein           | 24"85 |      |
| 41   | 3        | 5      | Jeancarlo Calderon      | Panama            | 24"95 |      |
| 42   | 3        | 1      | Mohamad Masoud          | Atleti Rifugiati  | 25"38 |      |
| 43   | 3        | 6      | Adam Moncherry          | Seychelles        | 25"40 |      |
| 44   | 3        | 7      | Tristan Dorville        | Saint Lucia       | 25"50 |      |
| 45   | 3        | 0      | Lam Chi Chong           | Macao             | 25"74 |      |
| 46   | 3        | 2      | Kokoro Frost            | Samoa             | 25"86 |      |
| 47   | 3        | 8      | Filippos Iakovidis      | Cipro             | 26"00 |      |
| 48   | 2        | 4      | Irvin Hoost             | Suriname          | 26"38 |      |
| 49   | 3        | 9      | Paolo Priska            | Albania           | 26"56 |      |
| 50   | 2        | 5      | Phansovannarun Montross | Cambogia          | 26"93 |      |
| 51   | 2        | 3      | Fakhriddin Madkamov     | Tagikistan        | 27"25 |      |
| 52   | 1        | 1      | Mohammad Al-Otaibi      | Kuwait            | 27"41 |      |
| 53   | 2        | 6      | Katerson Moya           | Micronesia        | 27"66 |      |
| 54   | 2        | 2      | Travis Sakurai          | Palau             | 28"02 |      |
| 55   | 2        | 7      | Souleymane Napare       | Burkina Faso      | 28"22 |      |
| 56   | 1        | 4      | Troy Pina               | Capo Verde        | 28"44 |      |
| 57   | 2        | 9      | Joshua Wyse             | Sierra Leone      | 28"69 |      |
| 58   | 2        | 1      | Houmed Houssein         | Gibuti            | 28"72 |      |
| 59   | 1        | 0      | Asher Banda             | Malawi            | 29"51 |      |
| 60   | 2        | 8      | Slava Sihanouvong       | Laos              | 29"55 |      |
| 61   | 1        | 7      | Ethan Alimanya          | Tanzania          | 30"07 |      |
| 62   | 1        | 5      | Charles Avi             | Costa d'Avorio    | 30"19 |      |
| 63   | 1        | 3      | Bereket Girkebo         | Etiopia           | 30"26 |      |
| 64   | 2        | 0      | Pap Jonga               | Gambia            | 30"81 |      |
| 65   | 1        | 6      | Yusuf Nasser            | Yemen             | 31"35 |      |
| 66   | 1        | 8      | Aristote Ndombe         | RD del Congo      | 31"51 |      |
| 67   | 1        | 2      | Ibrahim Mohamed         | Comore            | 34"35 |      |
| –    | 4        | 1      | Andrés Dupont           | Messico           | dns   | dns  |
| –    | 7        | 1      | Mikkel Lee              | Singapore         | dns   | dns  |

Spareggio
| Pos. | Corsia | Atleta         | Nazionalità | Tempo  | Note |
| ---- | ------ | -------------- | ----------- | ------ | ---- |
| 1    | 5      | Teong Tzen Wei | Singapore   | 23"42  | Q    |
| 2    | 4      | Simon Bucher   | Austria     | 23"54  |      |
| 3    | 3      | Stergios Bilas | Grecia      | 24"87" |      |

### Semifinali
| Pos. | Batteria | Corsia | Atleta            | Nazionalità       | Tempo | Note |
| ---- | -------- | ------ | ----------------- | ----------------- | ----- | ---- |
| 1    | 1        | 4      | Michael Andrew    | Stati Uniti       | 22"94 | Q    |
| 2    | 1        | 5      | Dylan Carter      | Trinidad e Tobago | 23"15 | Q    |
| 3    | 2        | 7      | Mario Molla Yanes | Spagna            | 23"17 | Q    |
| 4    | 2        | 3      | Diogo Ribeiro     | Portogallo        | 23"18 | Q    |
| 4    | 2        | 5      | Isaac Cooper      | Australia         | 23"18 | Q    |
| 6    | 2        | 6      | Cameron McEvoy    | Australia         | 23"21 | Q    |
| 7    | 1        | 2      | Shaine Casas      | Stati Uniti       | 23"22 | Q    |
| 8    | 1        | 6      | Baek In-chul      | Corea del Sud     | 23"24 | Q    |
| 9    | 2        | 4      | Nyls Korstanje    | Paesi Bassi       | 23"25 |      |
| 9    | 2        | 8      | Finlay Knox       | Canada            | 23"25 |      |
| 11   | 2        | 2      | Szebasztián Szabó | Ungheria          | 23"32 |      |
| 12   | 1        | 7      | Nikola Miljenić   | Croazia           | 23"37 |      |
| 13   | 1        | 1      | Daniel Gracík     | Rep. Ceca         | 23"45 |      |
| 14   | 1        | 3      | Nicholas Lia      | Norvegia          | 23"47 |      |
| 15   | 1        | 8      | Teong Tzen Wei    | Singapore         | 23"49 |      |
| 16   | 2        | 1      | Chad le Clos      | Sudafrica         | 23"68 |      |

### Finale
| Pos.    | Corsia | Atleta            | Nazionalità       | Tempo | Note |
| ------- | ------ | ----------------- | ----------------- | ----- | ---- |
| Oro     | 6      | Diogo Ribeiro     | Portogallo        | 22"97 |      |
| Argento | 4      | Michael Andrew    | Stati Uniti       | 23"07 |      |
| Bronzo  | 7      | Cameron McEvoy    | Australia         | 23"08 |      |
| 4       | 2      | Isaac Cooper      | Australia         | 23"12 |      |
| 5       | 5      | Dylan Carter      | Trinidad e Tobago | 23"17 |      |
| 6       | 3      | Mario Molla Yanes | Spagna            | 23"29 |      |
| 7       | 8      | Baek In-chul      | Corea del Sud     | 23"35 |      |
| 8       | 1      | Shaine Casas      | Stati Uniti       | 23"47 |      |